# 釜山タワー
ダイアモンドタワーは、大韓民国釜山広域市中区の龍頭山公園にある展望塔である。高さ約120m。旧称は「釜山タワー」。

## 沿革
- 1973年 - 完成。
- 2021年1月1日 - 運営会社の契約解除により閉業する。
- 2021年12月15日 - 新しい運営会社により営業を再開。名称を「ダイアモンドタワー」に改称する。

## 施設
- 展望台－本館からエレベータで昇る。
  - 展望室－2階
  - 休憩室－1階
- 本館
  - 海洋水族館
  - 科学展示館

## その他

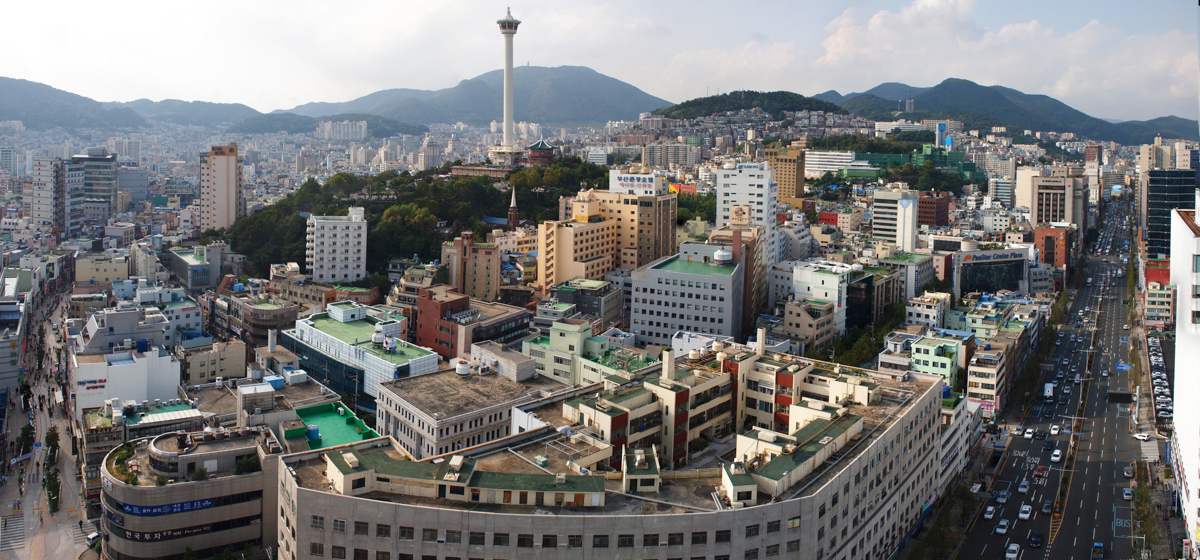
釜山タワーを含む釜山市街のパノラマ写真

最寄駅は釜山交通公社1号線南浦駅。